# ...ren Hepu
...ren Hepu (fl. XVIII-XVII secolo a.C.) è stato un sovrano egizio, probabilmente fittizio, inserito nella XIV dinastia, di cui si conosce solo tale parte del suo nome.

## Biografia
Questo sovrano, come molti altri della stessa dinastia, è conosciuto solamente attraverso il Canone Reale.
Il nome nel cartiglio è seguito da
| Aa5 · p | Z7 | Y1 |

h p w - Hepu
L'analisi stilistica dei glifi utilizzati nella scrittura del nome di questo sovrano hanno portato gli egittologi che hanno studiato il Canone Reale a proporre l'ipotesi che si tratti di un nome fittizio ossia corrispondente a un sovrano mai esistito e inserito, non si sa per quale ragione, nel documento che servì da fonte per la stesura del Canone Reale.

## Liste Reali
| HASH | r · n |

| HASH | r · n |

| HASH | r · n |

| HASH | r · n |

| HASH | r · n |

| HASH | r · n |

| HASH | r · n |

| HASH | r · n |

## Cronologia
| Periodo                    | Dinastia | periodo di regno                            |
| Secondo periodo intermedio | XIV      | tra il 1720 a.C. e il 1630 a.C. (± 50 anni) |

| predecessore (non diretto): ...ka | Signore del Basso e dell'Alto Egitto | successore: ...ka Nebnanati |

| Dinastie contemporanee | Capitale |
| XIII                   | Ity Tawy |